# سعد مستدق الطرف
السّعد المستدق الطرف نوع نباتي يتبع جنس السعد من الفصيلة السعدية.

## الموئل والانتشار
موطنه الأصلي أمريكا الشمالية حيث ينتشر في كل مناطق القارة باستثناء شمال كندا وجنوب المكسيك.